# Todome no Kiss
Todome no Kiss (トドメの接吻 lit. Beso que mata?) es una serie de drama japonesa, estrenada el 7 de enero de 2018 por NTV. Es protagonizada por Kento Yamazaki, Mugi Kadowaki, Mackenyu, Yūko Araki, Jun Shison y Masaki Suda. 

## Argumento
Ōtarō Dojima (Kento Yamazaki) es un popular anfitrión. Debido a un incidente en el pasado, cree que el amor hace a las personas infelices, por lo que actualmente solo ansia dinero y poder. Una misteriosa mujer de rostro pálido y labios rojos aparece frente a Ōtarō y le besa, lo que resulta en su muerte. Sin embargo, Ōtarō recupera la conciencia poco después y se da cuenta de que ha viajado siete días en el pasado. También descubre que la misteriosa mujer viaja con él. Debido a su beso, Ōtarō muere y vuelve al pasado una y otra vez.

## Elenco
- Kento Yamazaki como Ōtarō Dojima
- Mugi Kadowaki como Saiko Sato
- Mackenyu como Takauji Namiki
- Yūko Araki como Mikoto Namiki
- Hayato Sano como Hiroyuki Hasebe
- Jun Shison como Kazuma Osanai
- Masaki Suda como Kazunori Harumi
- Hio Miyazawa como Michinari Hotei
- Akane Hotta como Nao Mori
- Erika Karata como Marin Aota
- Ai Yamamoto como Nanako Koyanagi
- Yoshinori Okada como Kōichi Nezu
- Ken Mitsuishi como Akira Dojima
- Kaoru Okunuki como Mitsuyo Dojima
- Tomohisa Yuge como Tsuji
- Meikyo Yamada como Takeru Namiki
- Hitomi Takahashi como Kyoko Namiki
- Kōichi Mantaro como Gunji Arai